# Selecció de bàsquet d'Eslovènia
La Selecció eslovena de bàsquet és l'equip format per jugadors de nacionalitat eslovena que representen la Federació Eslovena de Bàsquet (KZS) a les competicions internacionals organitzades per la Federació Internacional de Bàsquet (FIBA) i el Comitè Olímpic Internacional (COI): els Jocs Olímpics, el Campionat mundial de Bàsquet i l'Eurobàsquet, entre d'altres.

## Història

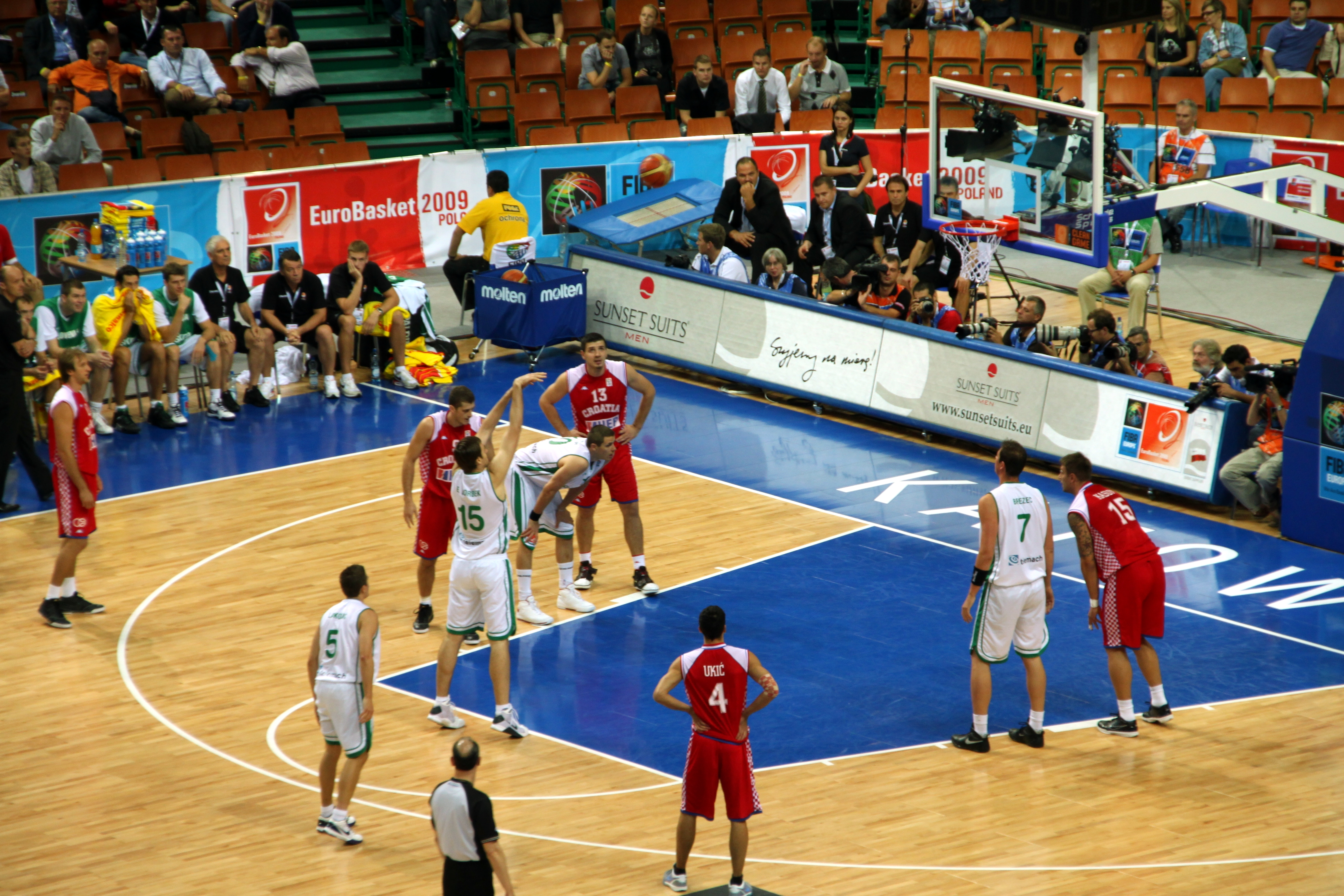
Partit Eslovènia - Croàcia a l'EuroBasket 2009.

### Vinculació amb l'equip estatal de la RFS de Iugoslàvia (1935-1991)
Fins a principis dels noranta els atletes eslovens, encara que pocs, militaven en el combinat estatal iugoslau.
Molts jugadors de la selecció (com Marko Milič, Radoslav Nesterovič, Željko Zagorac, Goran Dragić i Jaka Lakovič) són originaris sobretot de Sèrbia, però també de Croàcia i Bòsnia (Sani Bečirovič), ja que els eslovens, fins i tot en l'antiga Iugoslàvia, no van constituir mai el cor de l'estat.
Quan va començar el conflicte en els Balcans durant l'Eurobasket 1991, es va produir el primer conflicte esportiu, probablement el més sonat: Jure Zdovc, base eslovè, formava part de la selecció iugoslava que, entrenada per Dušan Ivković, va anar a l'Eurobasket de Roma. Era un autèntic equip de somni, amb noms com Toni Kukoč, Dino Radja, Vlade Divac, Žarko Paspalj, Zoran Savić, Pedrag Danilovic, Aleksandar Djordjevic, Velimir Perasovic… (El millor de dues generacions de bàsquet balcànic). Zdovc va jugar els tres primers partits del campionat, però a mitjan torneig, just abans de semifinals, el Parlament d'Eslovènia va proclamar la independència el país i va ordenar a Zdovc abandonar la selecció iugoslava, ja que ja no era la del seu país. Zdovc va abandonar el torneig amb llàgrimes als ulls, perquè Iugoslàvia estava arrasant i en efecte, van guanyar l'or amb facilitat. Era 25 de juny i va començar una guerra que va durar vuit dies i que va donar peu a un espant que va arrasar l'antiga Iugoslàvia. El cas de Zdovc, per ser una de les primeres conseqüències del conflicte en l'esport, va ser molt famós.
L'any 2005, es va fer justícia. Jure Zdovc va rebre, de mans del seu antic seleccionador Ivković, la medalla d'or de Roma 91 a Ljubljana. A més, es va celebrar un partit d'homenatge al base, amb la participació de grans jugadors eslovens i iugoslaus de la seva època.

### Equip Nacional Eslovè
Equip amb molt talent, amb algun jugador a l'NBA, l'equip eslovè es va formar el 1992. El combinat nacional eslovè mai, tot i els molts talents de què ha disposat ha arribat a guanyar una medalla en totes les competicions celebrades fins ara. Sempre ha començat les competicions amb molts pronòstics favorables, però fins al 2023 mai ha pujat al podi. Mai s'ha classificat per als Jocs Olímpics. Només ha participat en la Copa del Món del 2006, obtenint el 12è lloc. El millor resultat assolit en un campionat internacional ha estat el 4t lloc en l'Eurobasket 2009. Va perdre el partit pel bronze contra Selecció de bàsquet de Grècia.

## Classificacions

### Jocs Olímpics
- 2020 - 4

### Campionats mundials
- 2006 - 12
- 2010 - 8
- 2014 - 7

### Campionats europeus
- 1993 - 16
- 1995 - 12
- 1997 - 14
- 1999 - 10
- 2001 - 15
- 2003 - 10
- 2005 - 6
- 2007 - 7
- 2009 - 4
- 2011 - 7
- 2013 - 5
- 2015 - 9
- 2017 -  1
- 2022 - 6

### Jocs Mediterranis
- 1993 - 5
- 1997 - 7

## Competicions

### Participacions a l'Eurobasket FIBA
| Any  | Posició          | Tourneig        | Estat amfitrió      |
| ---- | ---------------- | --------------- | ------------------- |
| 1955 | Vegeu Iugoslàvia | Eurobasket 1955 | Hongria             |
| 1957 | Vegeu Iugoslàvia | Eurobasket 1957 | Bulgària            |
| 1959 | Vegeu Iugoslàvia | Eurobasket 1959 | Turquia             |
| 1961 | Vegeu Iugoslàvia | Eurobasket 1961 | Iugoslàvia          |
| 1963 | Vegeu Iugoslàvia | Eurobasket 1963 | Polònia             |
| 1965 | Vegeu Iugoslàvia | Eurobasket 1965 | URSS                |
| 1967 | Vegeu Iugoslàvia | Eurobasket 1967 | Finlàndia           |
| 1969 | Vegeu Iugoslàvia | Eurobasket 1969 | Itàlia              |
| 1971 | Vegeu Iugoslàvia | Eurobasket 1971 | Alemanya            |
| 1973 | Vegeu Iugoslàvia | Eurobasket 1973 | Espanya             |
| 1975 | Vegeu Iugoslàvia | Eurobasket 1975 | Iugoslàvia          |
| 1977 | Vegeu Iugoslàvia | Eurobasket 1977 | Bèlgica             |
| 1979 | Vegeu Iugoslàvia | Eurobasket 1979 | Itàlia              |
| 1981 | Vegeu Iugoslàvia | Eurobasket 1981 | Txecoslovàquia      |
| 1983 | Vegeu Iugoslàvia | Eurobasket 1983 | França              |
| 1985 | Vegeu Iugoslàvia | Eurobasket 1985 | Alemanya            |
| 1987 | Vegeu Iugoslàvia | Eurobasket 1987 | Grècia              |
| 1989 | Vegeu Iugoslàvia | Eurobasket 1989 | Iugoslàvia          |
| 1991 | Vegeu Iugoslàvia | Eurobasket 1991 | Itàlia              |
| 1993 | 16               | Eurobasket 1993 | Alemanya            |
| 1995 | 12               | Eurobasket 1995 | Grècia              |
| 1997 | 14               | Eurobasket 1997 | Espanya             |
| 1999 | 10               | Eurobasket 1999 | França              |
| 2001 | 15               | Eurobasket 2001 | Turquia             |
| 2003 | 10               | Eurobasket 2003 | Suècia              |
| 2005 | 6                | Eurobasket 2005 | Sèrbia i Montenegro |
| 2007 | 7                | Eurobasket 2007 | Espanya             |
| 2009 | 4                | Eurobasket 2009 | Polònia             |

### Participacions als Jocs Olímpics d'estiu
| Any  | Posició              | Torneig                                   | Ciutat amfitriona |
| ---- | -------------------- | ----------------------------------------- | ----------------- |
| 1936 | Vegeu Iugoslàvia     | Bàsquet als Jocs Olímpics d'estiu de 1936 | Berlín            |
| 1948 | Vegeu Iugoslàvia     | Bàsquet als Jocs Olímpics d'estiu de 1948 | Londres           |
| 1952 | Vegeu Iugoslàvia     | Bàsquet als Jocs Olímpics d'estiu de 1952 | Hèlsinki          |
| 1956 | Vegeu Iugoslàvia     | Bàsquet als Jocs Olímpics d'estiu de 1956 | Melbourne         |
| 1960 | Vegeu Iugoslàvia     | Bàsquet als Jocs Olímpics d'estiu de 1960 | Roma              |
| 1964 | Vegeu Iugoslàvia     | Bàsquet als Jocs Olímpics d'estiu de 1964 | Tòquio            |
| 1968 | Vegeu Iugoslàvia     | Bàsquet als Jocs Olímpics d'estiu de 1968 | Ciutat de Mèxic   |
| 1972 | Vegeu Iugoslàvia     | Bàsquet als Jocs Olímpics d'estiu de 1972 | Múnic             |
| 1976 | Vegeu Iugoslàvia     | Bàsquet als Jocs Olímpics d'Estiu de 1976 | Mont-real         |
| 1980 | Vegeu Iugoslàvia     | Bàsquet als Jocs Olímpics d'estiu de 1980 | Moscou            |
| 1984 | Vegeu Iugoslàvia     | Bàsquet als Jocs Olímpics d'estiu de 1984 | Los Angeles       |
| 1988 | Vegeu Iugoslàvia     | Bàsquet als Jocs Olímpics d'estiu de 1988 | Seül              |
| 1992 | No es va classificar | Bàsquet als Jocs Olímpics d'estiu de 1992 | Badalona          |
| 1996 | No es va classificar | Bàsquet als Jocs Olímpics d'estiu de 1996 | Atlanta           |
| 2000 | No es va classificar | Bàsquet als Jocs Olímpics d'estiu de 2000 | Sydney            |
| 2004 | No es va classificar | Bàsquet als Jocs Olímpics d'estiu de 2004 | Atenes            |
| 2008 | No es va classificar | Bàsquet als Jocs Olímpics d'estiu de 2008 | Pequín            |

### Participacions en els Campionats del Món
| Any  | Posició              | Torneig                           | Estat Amfitrió |
| ---- | -------------------- | --------------------------------- | -------------- |
| 1950 | Vegeu Iugoslàvia     | Campionat del Món de bàsquet 1950 | Argentina      |
| 1954 | Vegeu Iugoslàvia     | Campionat del Món de bàsquet 1954 | Brasil         |
| 1959 | Vegeu Iugoslàvia     | Campionat del Món de bàsquet 1959 | Xile           |
| 1963 | Vegeu Iugoslàvia     | Campionat del Món de bàsquet 1963 | Brasil         |
| 1967 | Vegeu Iugoslàvia     | Campionat del Món de bàsquet 1967 | Uruguai        |
| 1970 | Vegeu Iugoslàvia     | Campionat del Món de bàsquet 1970 | Iugoslàvia     |
| 1974 | Vegeu Iugoslàvia     | Campionat del Món de bàsquet 1974 | Puerto Rico    |
| 1878 | Vegeu Iugoslàvia     | Campionat del Món de bàsquet 1978 | Filipines      |
| 1982 | Vegeu Iugoslàvia     | Campionat del Món de bàsquet 1982 | Colòmbia       |
| 1986 | Vegeu Iugoslàvia     | Campionat del Món de bàsquet 1986 | Espanya        |
| 1990 | Vegeu Iugoslàvia     | Campionat del Món de bàsquet 1990 | Argentina      |
| 1994 | No es va classificar | Campionat del Món de bàsquet 1994 | Canadà         |
| 1998 | No es va classificar | Campionat del Món de bàsquet 1998 | Grècia         |
| 2002 | No es va classificar | Campionat del Món de bàsquet 2002 | EUA            |
| 2006 | 12                   | Campionat del Món de bàsquet 2006 | Japó           |
| 2006 | -                    | Campionat del Món de bàsquet 2010 | Turquia        |

## Jugadors destacats
A data de 9 de setembre de 2023. En negreta jugadors en actiu.
| Pos. | Jugador           | Anys      | Partits |
| ---- | ----------------- | --------- | ------- |
| 1    | Goran Dragić      | 2006-2022 | 90      |
| 2    | Jaka Lakovič      | 2001-2013 | 86      |
| 2    | Edo Murić         | 2011-     | 86      |
| 4    | Jaka Blažič       | 2013-     | 78      |
| 5    | Uroš Slokar       | 2005-2015 | 76      |
| 6    | Goran Jagodnik    | 1997-2011 | 75      |
| 7    | Marijan Kraljević | 1992-2003 | 73      |
| 8    | Zoran Dragić      | 2011-     | 72      |
| 9    | Jaka Daneu        | 1992-1999 | 67      |
| 9    | Boris Gorenc      | 1992-2003 | 67      |
| 11   | Klemen Prepelič   | 2014-     | 64      |
| 12   | Marko Tušek       | 1993-2004 | 63      |
| 13   | Ivica Jurković    | 1996-2004 | 61      |
| 14   | Marko Milič       | 1994-2006 | 59      |
| 15   | Boštjan Nachbar   | 1999-2013 | 58      |
| 16   | Žiga Dimec        | 2016-     | 56      |
| 17   | Jure Zdovc        | 1992-2000 | 53      |
| 18   | Teoman Alibegović | 1992-2000 | 52      |
| 18   | Rasho Nesterović  | 1995-2008 | 52      |
| 18   | Sani Bečirović    | 1998-2010 | 52      |
| 18   | Aleksej Nikolić   | 2014-     | 52      |

| Pos. | Jugador           | Anys      | Punts | Partits | Mitjana |
| ---- | ----------------- | --------- | ----- | ------- | ------- |
| 1    | Goran Dragić      | 2006-2022 | 1,095 | 90      | 12.2    |
| 2    | Teoman Alibegović | 1992-2000 | 990   | 52      | 19      |
| 3    | Jaka Lakovič      | 2001-2013 | 880   | 86      | 10.2    |
| 4    | Luka Dončić       | 2017-     | 855   | 38      | 22.5    |
| 5    | Klemen Prepelič   | 2014-     | 771   | 64      | 12      |
| 6    | Jure Zdovc        | 1992-2000 | 755   | 53      | 14.2    |
| 7    | Zoran Dragić      | 2011-     | 736   | 72      | 10.2    |
| 8    | Jaka Blažič       | 2013-     | 682   | 78      | 8.7     |
| 9    | Boštjan Nachbar   | 1999-2013 | 627   | 58      | 10.8    |
| 10   | Boris Gorenc      | 1992-2003 | 620   | 67      | 9.3     |
| 11   | Slavko Kotnik     | 1992-1995 | 605   | 38      | 15.9    |
| 11   | Marko Milič       | 1994-2006 | 605   | 59      | 10.3    |
| 13   | Sani Bečirovič    | 1998-2010 | 551   | 52      | 10.6    |
| 14   | Rasho Nesterović  | 1995-2008 | 530   | 52      | 10.2    |
| 15   | Marko Tušek       | 1993-2004 | 491   | 63      | 7.8     |
| 16   | Ivica Jurković    | 1996-2004 | 488   | 61      | 8       |
| 17   | Edo Murić         | 2011-     | 470   | 86      | 5.5     |
| 18   | Matjaž Smodiš     | 1999-2011 | 416   | 51      | 8.2     |
| 19   | Erazem Lorbek     | 2004-2011 | 382   | 34      | 11.2    |
| 19   | Primož Brezec     | 1998-2010 | 382   | 49      | 7.8     |